# Sebastião Salgado
Sebastião Ribeiro Salgado Júnior (n. 8 februarie 1944, Aimorés, Sabará, Brazilia – d. 23 mai 2025, Neuilly-sur-Seine, Île-de-France, Franța) a fost un fotograf și fotojurnalist⁠(d) brazilian, cunoscut pentru lucrările sale de documentar social. 